# Nini, danseuse aux Folies Bergères
Nini, danseuse aux Folies Bergères ou Saltimbanque au sein nu est un tableau réalisé par le peintre néerlandais Kees van Dongen en 1907-1908. Cette huile sur toile est le portrait fauve d'une femme, une danseuse des Folies Bergère ici représentée debout, son sein droit s'échappant de son haut blanc. Elle est conservée au musée national d'Art moderne, à Paris.